# 김재원 (1998년생 펜싱 선수)
김재원(1998년 2월 4일~)은 대한민국의 펜싱 선수로 주 종목은 에페이다. 

## 경력
서울 덕원중학교 2학년 때 펜싱을 처음 시작했으며 서울체육고등학교 재학 시절인 2015년에 처음으로 국가대표로 발탁되었다. 그 해 10월 스위스 베른에서 열린 그랑프리 대회에 참가하면서 첫 국제 대회에 출전했고 개인전 166위에 올랐다.
청주대학교 재학 시절인 2017년 8월에는 중화민국 타이베이에서 열린 2017년 하계 유니버시아드에 참가했으며 개인전에서는 첫 상대인 헝가리의 좀보르 바녀이에게 패하여 49위에 올랐으나 단체전에서 동메달을 획득했다.
이후 국제 대회 출전이 없다가 2021년에 다시 국가대표로 복귀했으며 11월 베른에서 열린 그랑프리 대회를 통해 복귀전을 가졌다. 2023년 7월 이탈리아 밀라노에서 열린 2023년 세계 선수권 대회에 참가하여 선수 경력 첫 세계 선수권 대회에 출전했다. 그는 개인전에서 예선 첫 상대인 13-15로 패하면서 116위를 기록했고 단체전에서는 4위에 올랐다. 같은 해 8월에는 중국 우시에서 열린 2023년 아시아 선수권 대회에서 개인전과 단체전에서 동메달을 획득했으며 9월에는 중국 항저우에서 열린 2022년 아시안 게임에 참가했다. 그는 개인전에서 6위에 올랐고 단체전 동메달을 획득했다.